# 上海师范大学影视传媒学院
上海师范大学影视传媒学院（英語：Film-Television & Communication College Of Shanghai Normal University），位于上海市桂林路100号，为上海师范大学所属的二级学院，首任院长为谢晋。

## 历史
前身是成立于1993年的上海谢晋-恒通明星学校，由电影导演谢晋筹建并任校长。1998年，与上海师范大学签订合作办学协议，并迁入该校办学。2000年3月30日，正式并入上海师范大学，改制为上海师范大学谢晋影视艺术学院，开始招收具有大专学历的考生。2002年9月，经批准升格为本科学院。
2019年，上海师范大学原谢晋影视艺术学院及原人文与传播学院的戏剧与影视学、新闻传播学等学科及其相关专业组建成立为上海师范大学影视传媒学院。2019年7月11日，上海师范大学影视传媒学院揭牌成立。

## 系
学院一共拥有4个系，分别是：表演系、播音主持艺术系、广播电视编导系、动画系。

### 表演系
表演系拥有近20个专业：“表演、台词、形体、舞蹈、声乐、戏剧影视实习、戏剧史、电影史、美学、艺术概论、影视剧名著赏析、心理学、教育学”。

### 播音与主持艺术系
播音与主持艺术系拥有“语音与发声、语言表达、艺术语言表达与表现、主持艺术概论、自选节目读解、口才言语组织、演播空间处理、电视节目主持与创作、广播电视艺术与研究、中国语言文学、新闻采写基础、表演、形体、声乐、艺术概论、艺术欣赏、电视音乐音响、数字化影视制作、双语播音与主持”等专业。

### 广播电视编导系
广播电视编导系拥有20多个专业：“影视艺术概论、影视文学写作、影视美学、影视批评、影视编剧、影视导演艺术、摄影艺术、电视摄像艺术、电视照明、电视音乐与音响、电视系统基础、电视编辑艺术、独立制片、电视制作实践、计算机图像处理、计算机动画、数字电视与传媒技术、广告策划与创意”。

### 动画系
动画系拥有“速写基础、色彩构成、动画技法、动画分镜头台本、动画概论、动画编剧、动画导演基础、动画造型设计、动画场景设计、动画后期制作（剪辑、录音）、动画片拟音、中外动画史概论、中外经典动画欣赏、动画电影配音、动画制作工艺（剪纸、木偶、折纸）、动画音乐欣赏、动画电影评论与美学、动画视听语言、3D MAX 、MAYA 、FLASH动画制作、动画片制作”等专业。

## 著名校友
- 赵薇
- 陈思诚
- 赵奕欢
- 范冰冰
- 朱莉叶
- 曲尼次仁
- 金于宸
- 管艺
- 李京泽
- 刘薇
- 范雨林
- 李解
- 刘军
- 严宽
- 晋松
- 岳鼎
- 牟凤彬
- 乐瑶
- 曹议文
- 沙柏宁
- 陈彦
- 韩秀一
- 桂慜
- 邵诣
- 刘艺
- 沈方忞